# Типография «Утро России»
Типография «Утро России» (также: Типография Рябушинского «Утро России») расположена в Москве, в пределах Садового кольца, по адресу Большой Путинковский переулок, дом 5.

## История
В 1907 году в Большом Путинковском переулке архитектором Фёдором Шехтелем было начато возведение здания, в котором разместились редакция газеты и типография; строительство было завершено в 1908 году. В 1913—1914 годах архитектором Павлом Заруцким была проведена перестройка здания. Здание является ярким образцом рационального модерна. На улицу выходит только узкий торец вытянутого здания, оформленный без всякого декора, преимущественно формой: сплошные вертикали окон, подчёркивающие каркасную структуру, скругление углов фасада и арочные завершения оконных проёмов. Здание является объектом культурного наследия федерального значения.
Типография «Утро России» П. П. Рябушинского «Утро России» пережила несколько видоизменений и переработок:
- 1907—1909 — архитектор Ф. О. Шехтель;
- 1913—1914 — архитектор П. А. Заруцкий, — по его проекту к дому был пристроен дополнительный типографский корпус (со стороны двора)[3]

- В 1918—1920 годы — в соответствии с ленинским планом монументальной пропаганды, на доме появились идейно выдержанные барельефы; один из них сохранился и поныне. Он изображает заводские трубы и рабочего, толкающего колесо. Надпись под барельефом: «Вся наша надежда покоится на тех людях, которые сами себя кормят».
- В 1930-х годах на последнем этаже здания пробили окна, а сам он был надстроен, что нарушило первоначальные пропорции и формы.
- 2000 год — при реконструкции был восстановлен первоначальный оригинальный вид[4]: был восстановлен фасад, для чего сломали позднюю надстройку над редакционным корпусом и заложили окна в аттике. Также, был восстановлен логотип[5].

## Архитектура
Материал: кирпич.
Симметричная фасадная композиция.
Центральная часть фасада здания, которая выступала на красную линию улицы, разделена двумя огромными окнами: в три этажа каждое. Мелкая «расстекловка» переплётов окон 
определяет ритмику фасадной плоскости, облицованной светлой керамической плиткой. Обращает на себя внимание элегантность линий абрисов окон, проездной арки и арки входа.
Аттиковый этаж практически во всю его высоту занимала вывеска типографии. В 1930-х годах в этом этаже пробили окна; сам же он был надстроен. Это нарушило первоначальные пропорции и формы здания.

## Использование
- Типография «Утро России» печатала газету «Утро России»[3].
- В 1990-х годах здание использовалось в качестве казино.
- В XXI веке бывшая типография Рябушинского «Утро России» стала многофункциональным центром «Дом Шехтель»: в нём размещаются кафе и рестораны, магазины и салоны, караоке-клуб, мини-отель, студия звукозаписи и другие коммерческие предприятия.